# École communale de Bosquetville
L'école communale de Bosquetville est une école communale maternelle et primaire située dans le boulevard Joseph Tirou à Charleroi en Belgique. Construite en différentes phases entre les années 1960 et 1970 par l'architecte Paul Hayot, elle est située à proximité de la Résidence du XXe siècle, conçue par le même architecte, et de la crèche Hélios de Jean Yernaux.

## Histoire

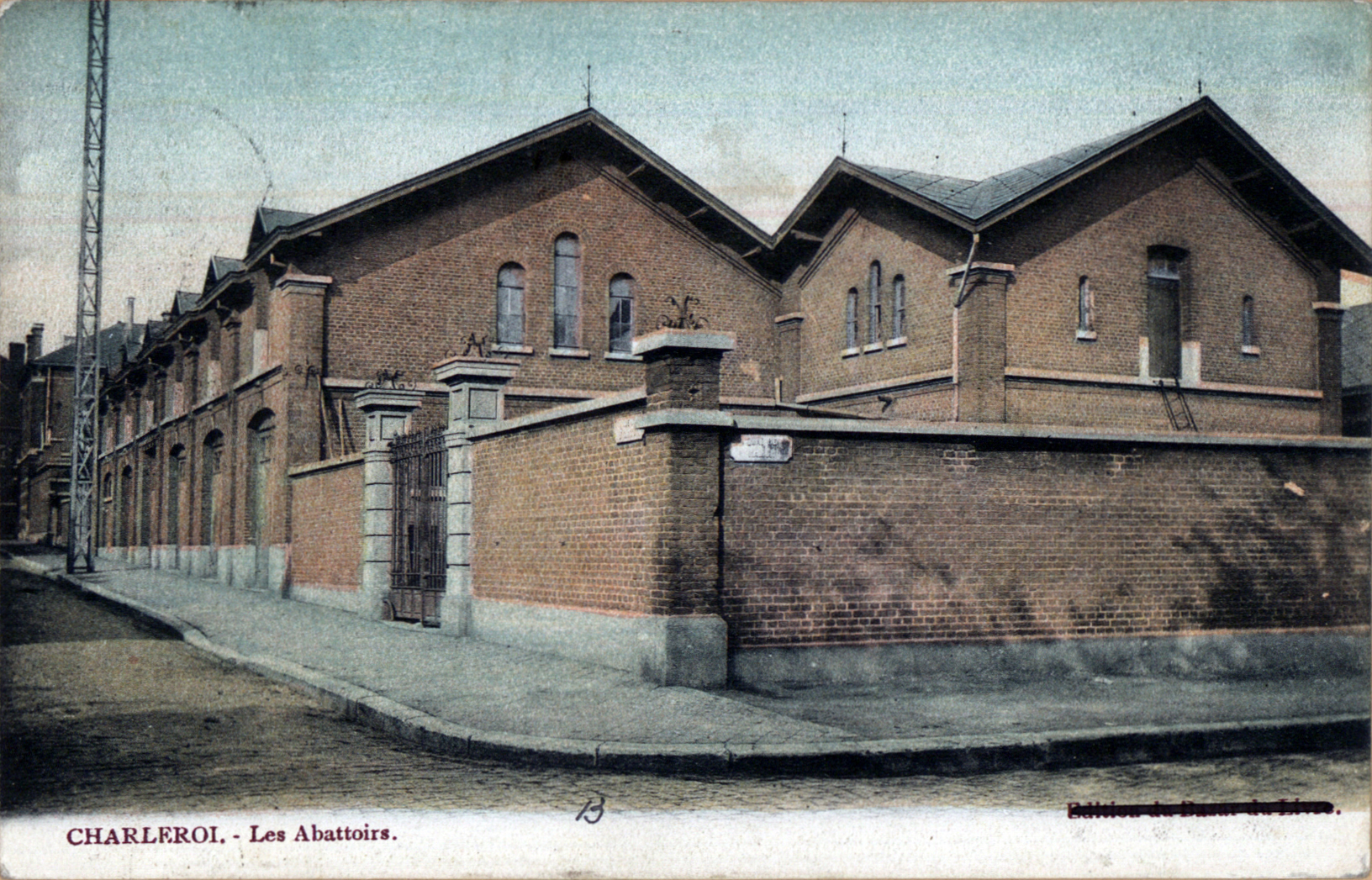
Les abattoirs de la Ville-Basse.

À la fin des années 1950, le bourgmestre Octave Pinkers décide la construction d'un complexe scolaire à Bosquetville répondant à la croissance démographique de Charleroi dans l'immédiat après-guerre. Le complexe scolaire actuel se trouve sur le site des anciens abattoirs de Charleroi Ville-Basse. Ce qui reste aujourd'hui du projet urbain est la courte rue qui relie le boulevard Tirou à la rue de Montigny, l'actuelle rue Fernande Volral,.
Il est construit par l'architecte Paul Hayot en trois phases : 1959, 1968 et 1971,. La première phase est la plus importante car elle définit le cadre du site scolaire et l'étendue du programme architectural avec les étapes suivantes. Entre les deux premières phases, Paul Hayot a construit la Résidence du XXe siècle de l'autre côté de la rue Fernande Volral.
En 2015, le conseil communal de Charleroi prévoit un budget de 298 000 € pour la rénovation du toit,.
À partir de juin 2019, comme l'école communale de l'Alouette, cet ensemble fait partie du programme de rénovation énergétique de 16 bâtiments municipaux pour un budget total de 42 millions d'euros. Ce programme visant à réduire la consommation d'énergie de 70% est mené par la ville de Charleroi en partenariat avec Renowatt.

## Architecture

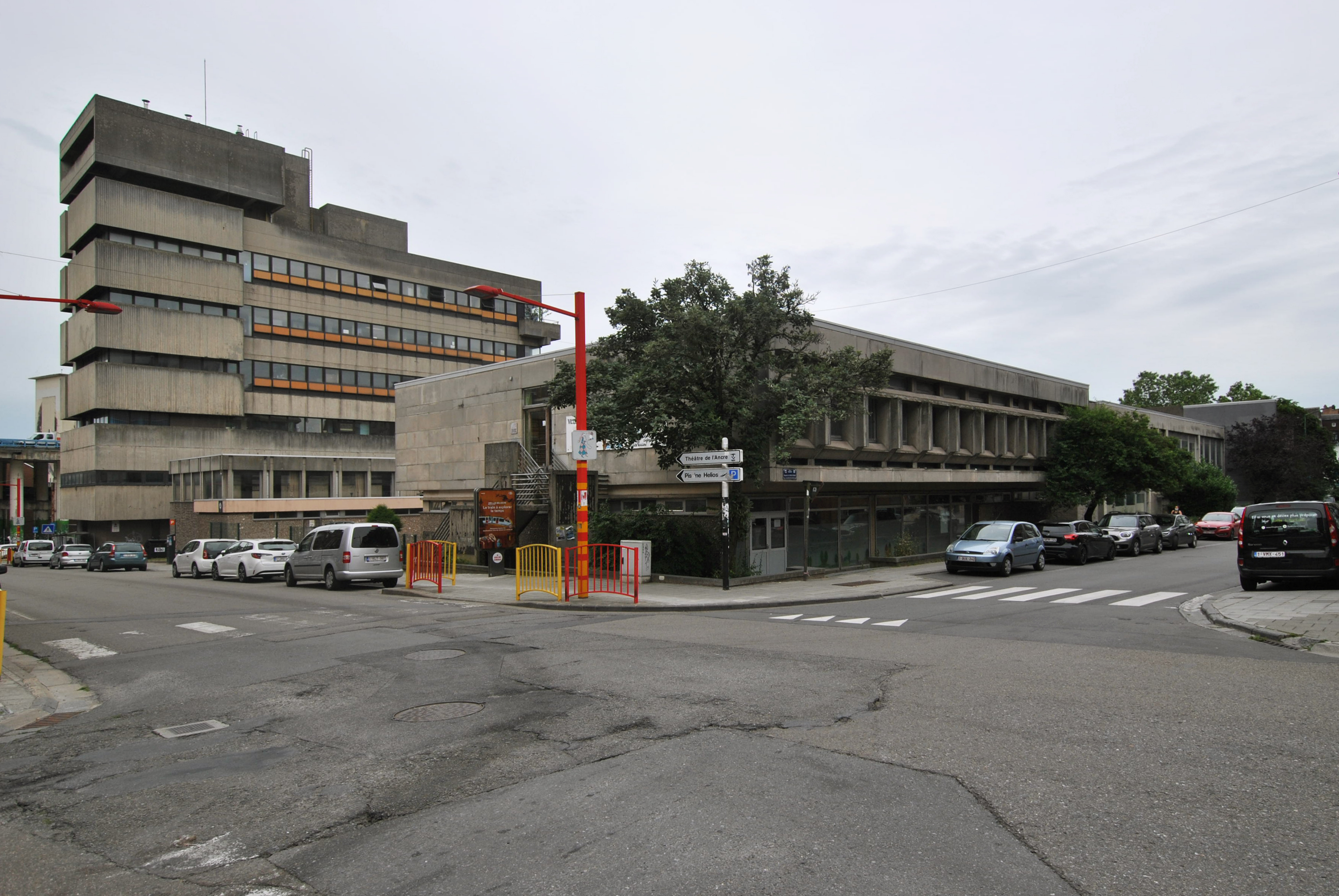
Vue de l'arrière de l'école sur la rue de Montigny. Sur le côté, la crèche Hélios.

Le bâtiment construit par Paul Hayot se caractérise par différents types de construction et d'esthétique provenant des différentes phases de construction du site et de l'utilisation du béton armé. La première phase du bâtiment construit en 1959 est un bâtiment en forme de L avec huit classes, une petite bibliothèque et un appartement pour le concierge. Le petit côté du bâtiment, qui donne sur le boulevard Tirou, abrite l'entrée, le réfectoire et le logement du gardien. Il est caractérisé par un toit à pente inversée. Dans la deuxième phase, en 1968, 10 nouvelles salles de classe, une école gardienne et une salle de gymnastique ont été ajoutées. Les nouvelles salles de classe sont reliées aux salles existantes par des coursives. Lors de la dernière phase, en 1971, deux autres classes en béton préfabriqué sont ajoutées près de la salle de gymnastique.